# Прайс, Ювдейл
Сэр Ювдейл Прайс или Прейс, 1-й баронет Фоксли (англ. Uvedale Price; 4 апреля 1747 — 14 сентября 1829) — британский эссеист, филолог и эстетик. Один из создателей эстетической концепции «живописности».

## Биография
Образование получил в Итоне и Крайст-Чёрч Оксфордского университета. После смерти отца (1761) и деда Ювдейла Томкинса Прайса, члена британского парламента в 1764 году унаследовал родовое имение Фоксли в Херефордшире.
В конце XVIII — начале XIX веков принимал участие в прениях об устройстве дизайна садов и ландшафтов, о садово-парковом искусстве и создании английского сада.
Главные его труды: «Essai sur le pittoresque et sur l’avantage d’étudier les tableaux afin de perfectionner les paysages» (1792) и «Essai sur la prononciation moderne des langues grecque et latine» (1827). Полное собрание сочинений вышло в 1842 году.
Основная работа Прайса «Эссе о живописном в сравнении с возвышенным и прекрасным», где он определил живописность как категорию, расположенную между прекрасным и возвышенным. В работе им описано удовольствие, полученное от живописного, возникающее от таких явлений, как неупорядоченность, запутанность (intricacy), внезапное варьирование, некоторая дикость и грубость природы и т. д.
В практическом применении это означало, что он предпочитал способ озеленения с сохранением старых, разбитых молниями или засохших деревьев и текстурированные склоны, менее формальные и более асимметричные интерпретации природы, в противовес «прилизанному» ландшафту..
Его теории были широко распространены в английской ландшафтной архитектуре на рубеже XVIII — начале XIX веков.